# Confluphyllia
Confluphyllia is een geslacht van neteldieren uit de klasse van de Anthozoa (bloemdieren).

## Soort
- Confluphyllia juncta Cairns & Zibrowius, 1997